# Gurgum

Carte des royaumes néo-hittites entre 713 et 680 av. J.-C..

Gurgum est un des royaumes néo-hittites nés au XIIe siècle av. J.-C. après l'effondrement de l'empire hittite. Le royaume de Gurgum perdure entre le Xe et le VIIe siècle av. J.-C. Il se situait dans l'actuelle région de Kahramanmaraş en Turquie. Gurgum est le nom donné à ce royaume par ses voisins les Assyriens. Les habitants eux-mêmes ont peut-être appelé leur royaume Kurkuma, car la capitale de Gurgum, que les sources assyriennes appellent Marqas (l'actuelle Maraş) était appelée « la cité kurkuméenne » (ku+ra/i-ku-ma-wa/i-ni-i-sà(URBS)) dans les inscriptions locales en hiéroglyphes louvites.

## Histoire

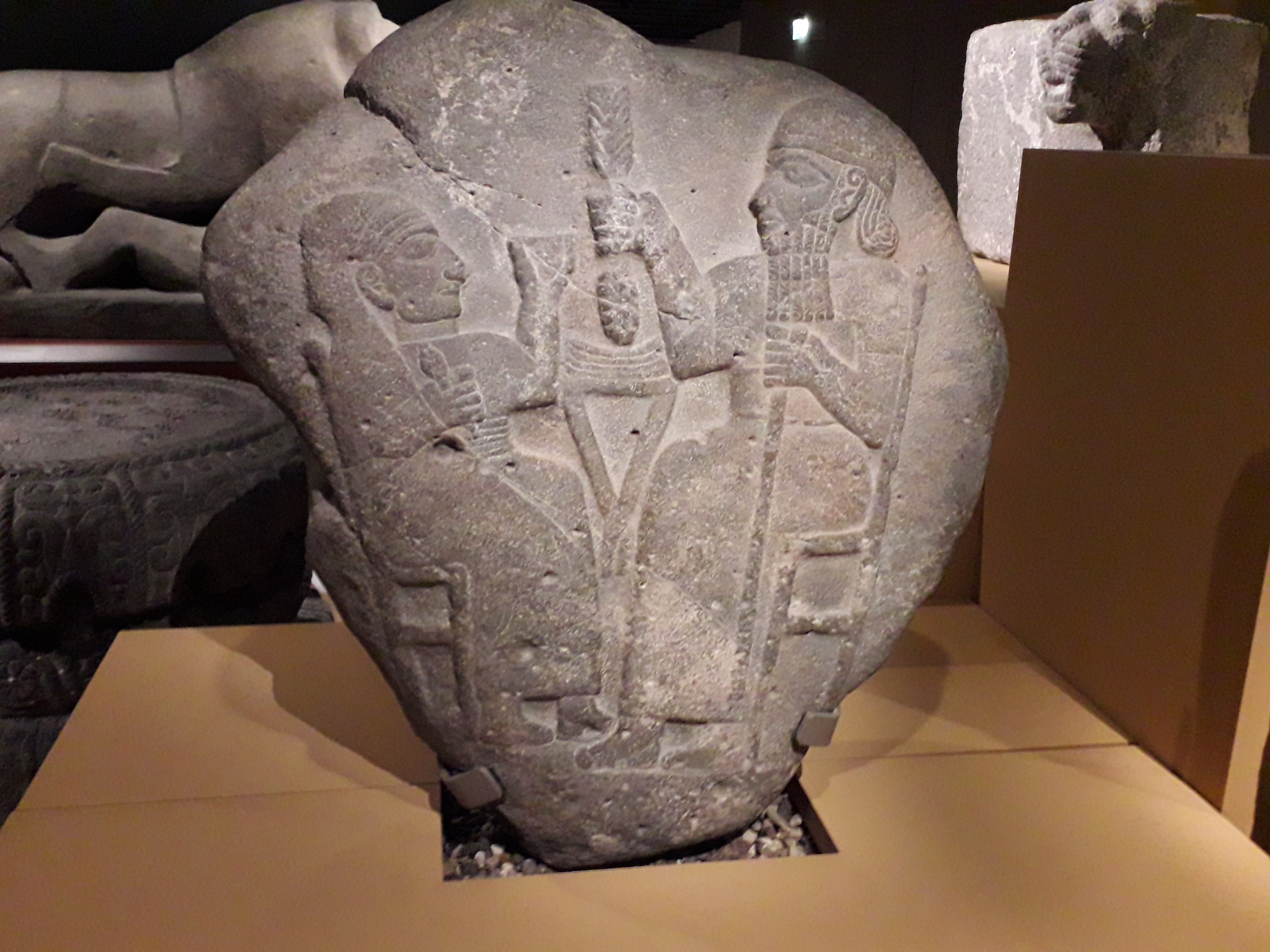
Stèle funéraire de Gurgum montrant un couple banquetant dans l'au-delà. 900-800 av. J.-C. Jérusalem, Bible Lands Museum.

Le royaume de Gurgum fait partie d'une mosaïque complexe de petits États qui naissent de l'effondrement de l'empire hittite à partir du XIIe siècle av. J.-C. Les rois de Gurgum sont d'ascendance hittite, c'est-à-dire qu'ils sont les descendants de rois ou de hauts dignitaires de l'empire hittite disparu.

## Postérité
Comme les autres royaumes néo-hittites, Gurgum tombe durablement dans l'oubli après sa disparition. Le royaume est redécouvert peu à peu à partir de la fin du XIXe siècle.